# Molenstichting Fivelingo
De Molenstichting Fivelingo was een Nederlandse stichting die zich inzette voor het in stand houden van een aantal molens in de streek Fivelingo in het midden van de provincie Groningen.
De stichting had de volgende molens in eigendom:
- Korenmolen De Hoop te Middelstum
- Poldermolen de Kloostermolen te Garrelsweer
- Koren- en pelmolen De Leeuw te Zeerijp
- Poldermolen Meervogel te Garrelsweer
- Poldermolen de Olinger Koloniemolen te Laskwerd/Appingedam
- Koren- en pelmolen De Stormvogel te Loppersum

In 2016 werd het bezit van de stichting overgedragen aan Stichting Het Groninger Landschap en de Stichting De Groninger Poldermolens.